# Beneditinos (kommun)
Beneditinos är en kommun i Brasilien.   Den ligger i delstaten Piauí, i den östra delen av landet, 1 300 km nordost om huvudstaden Brasília. Antalet invånare är 9 911.
Följande samhällen finns i Beneditinos:
- Beneditinos

Omgivningarna runt Beneditinos är huvudsakligen savann. Runt Beneditinos är det glesbefolkat, med 11 invånare per kvadratkilometer.